# Lwowskie dziecko
Lwowskie dziecko – polski, improwizowany samochód pancerny z okresu wojny polsko-bolszewickiej.

## Historia
Prace nad nowym (po samochodzie pancernym Bukowski) pojazdem pancernym rozpoczęto w sierpniu 1920. Do budowy użyto samochodu ciężarowego Packard, a opancerzenia – niemieckich tarcz strzeleckich. Po czasie około jednego miesiąca samochód pancerny był gotowy.
Nie wiadomo, czy Lwowskie dziecko wziął udział w działaniach bojowych. Po wojnie znajdował się w 6 Dywizjonie Samochodowym. Jego dalsze losy nie są znane, został prawdopodobnie zezłomowany.